# Panamerikanische Spiele 1959/Tennis
Die Tenniswettbewerbe der III. Panamerikanischen Spiele 1959 wurden vom 28. August bis 3. September auf der Anlage des Lincoln Park Tennis Club in Chicago ausgetragen. Auf den dortigen Teppichplätzen wurden bei Damen und Herren im Einzel und Doppel sowie im Mixedwettbewerb Medaillen vergeben.

## Herren

### Einzel
| Platz | Land               | Spieler       |
| ----- | ------------------ | ------------- |
| 1     | Chile              | Luis Ayala    |
| 2     | Kanada             | Robert Bédard |
| 3     | Vereinigte Staaten | Jon Douglas   |

### Doppel
| Platz | Land               | Spieler                          |
| ----- | ------------------ | -------------------------------- |
| 1     | Mexiko             | Antonio Palafox Gustavo Palafox  |
| 2     | Mexiko             | Francisco Contreras Mario Llamas |
| 3     | Vereinigte Staaten | Myron Franks Grant Golden        |

## Damen

### Einzel
| Platz | Land               | Spielerin       |
| ----- | ------------------ | --------------- |
| 1     | Vereinigte Staaten | Althea Gibson   |
| 2     | Mexiko             | Yolanda Ramírez |
| 3     | Vereinigte Staaten | Dorothy Knode   |

### Doppel
| Platz | Land               | Spielerinnen                     |
| ----- | ------------------ | -------------------------------- |
| 1     | Mexiko             | Yolanda Ramírez Rosa María Reyes |
| 2     | Vereinigte Staaten | Karol Fageros Althea Gibson      |
| 3     | Mexiko             | Marta Hernández Imelda Ramírez   |

## Mixed
| Platz | Land               | Spieler                              |
| ----- | ------------------ | ------------------------------------ |
| 1     | Mexiko             | Yolanda Ramírez Gustavo Palafox      |
| 2     | Mexiko             | Rosa María Reyes Francisco Contreras |
| 3     | Vereinigte Staaten | Althea Gibson Grant Golden           |

## Medaillenspiegel
| Platz | Land               | Gold | Silber | Bronze | Gesamt |
| ----- | ------------------ | ---- | ------ | ------ | ------ |
| 01    | Mexiko             | 3    | 3      | 1      | 7      |
| 02    | Vereinigte Staaten | 1    | 1      | 4      | 6      |
| 03    | Chile              | 1    | —      | —      | 1      |
| 04    | Kanada             | —    | 1      | —      | 1      |

## Quelle
- United States Olympic Book: Quadrennial Report, U. S. Olympic Comittee, 1961, (PDF-Datei; 26,5 MB), S. 303/304 (die Seiten sind auch einzeln bei https://digital.la84.org/ herunterzuladen)